# Pilus
Pilus, plural pili (efter pilus, latin för hår), är tunna trådliknande utskott som finns på cellytan hos vissa typer av bakterier. De är cirka 7 nm i diameter och består av sammansatta proteiner. Till skillnad från flageller (som också är utskott från bakteriers cellytor) är pili mycket tunnare och kortare och de täcker hela cellytan, vilket flageller oftast inte gör. Utskotten finns mest hos gramnegativa bakterier, som till exempel Escherichia coli och Neisseria gonorrhoeae men även hos vissa grampositiva bakterier såsom Streptococcus pyogenes.
Pili har två olika egenskaper. Den första egenskapen gör att bakterierna kan fästa vid olika ytor, såsom slemhinnor och vid andra bakterier. Då kallas utskotten även för fimbrier. Den andra gör att de kan överföra genetiskt material från en bakterie till en annan och då kallas utskotten för f-pili eller konjugationspili. För så kallade virulenta bakterier som livnär sig och lever genom andra celler är pili livsviktigt eftersom bakterien annars inte skulle kunna överleva på värdcellen.

## Olika typer av pili

Schematisk bild över konjugationsförloppet mellan två bakterier 1. Bakterien som bär på plasmiden känner med hjälp av pilus av den andra bakterien. 2. Pili från den ena bakterien fäster på den andra bakterien och blir en slags brygga mellan dem. 3. Genetiskt material överförs via plasmiden. 4. Båda bakterierna har nu det genetiska materialet för att bilda pili.

### F-pili
F-pili som även kallas konjugationspili eller sex-pili är utskott vilka fungerar som kontaktorgan till andra bakterier eller animala celler. De används för att överföra genetiskt material mellan bakterier med hjälp av plasmider, vid en process som kallas för konjugation. Då häftar F-pili vid en annan bakterie och blir en slags brygga mellan bakterieparet vilket gör att bakterierna kan byta genetiskt material med varandra. När den andra bakterien har fått arvsmassa från den första i form av plasmider, har den genen för att utveckla pili. Den kan även sprida sjukdomar samt i vissa fall antibiotikaresistens. Genom denna process får fler bakterier vidhäftningsorgan och möjligheten till konjugation mellan bakterier ökar. Processen kan ske mellan samma arter men även mellan olika arter, vilket innebär att antibiotikaresistens från en specifik art kan spridas till mängder av arter och bidra till att resistensen sprids. 

### P-pili
P-pili är en annan typ av utskott som bland annat finns hos E. coli-bakterier. De binder till en receptor för blodgruppssubstans P och kallas därför för p-pili. De kan även kallas MR-pili (efter mannosresistenta pili) eftersom de inte blockeras av mannos, till skillnad ifrån typ 1-pili som blockeras av mannos. 
I spetsen på p-pili finns det fästmolekyler som kallas för adhesiner. Adhesinerna kan binda till epitelcellers kolhydratreceptorer som finns på värdceller och föra vidare sjukdomar från bakterien till dem. För att processen med att sprida sjukdomar på detta sätt ska fungera måste generna som gör bakterien sjukdomsalstrande vara aktiverade. Detta för att ett speciellt protein måste bildas. Adhesinerna har alltså stor betydelse för hur sjukdomsframkallande bakterien är.

### Typ 1-pili
Typ 1-pili binder till en speciell mannosreceptor och kallas därför även MS-pili (efter mannossensitiva pili). Precis som p-pili har typ 1-pili också adhesiner längst ut på utskotten som gör att de kan fästa på olika slags ytor. Både p-pili och typ 1-pili kan befinna sig på samma bakterie samtidigt.

## Hämning av pili
Hämning av pili hos gramnegativa bakterier skulle kunna ske genom att inaktivera generna för utskottens vidhäftningsförmåga. Då skulle inte längre pili kunna fästa vid andra bakterier eller celler och inte heller kunna föra över sjukdomar och gener. 
Ett annat sätt att hämma pili är att förhindra produktionen hos bakterien. Detta kan åstadkommas genom att blockera framställningen av Chaperon- eller Usher-proteinet. Chaperon-proteinet fångar upp de nytillverkade piliproteinerna i periplasman (det område mellan inre- och yttre membranet i cellväggen) och formar och styr dessa upp mot det yttre membranet. För att pili ska kunna sättas ihop och bildas på cellytan behövs sedan Usher-proteinet som packar proteinerna. Ensamma piliproteiner kan inte klara sig om de inte är bundna till Chaperon-proteinet eller till andra proteiner i form av en pilus. Därför räcker det med att hämma Chaperon-proteinet eller att inaktivera samarbetet mellan de båda proteinerna för att stoppa produktionen. Även att inaktivera signalerna som gör att piliproteinerna byggs från början skulle kunna hämma tillverkningen av pili.